# Фрумкина, Мария Яковлевна
Мария Яковлевна Фрумкина (урождённая Малка Янкелевна Лившиц, в первом браке Фрумкина, во втором — Вихман, партийный и литературный псевдоним Эстер) (1880, Минск — 9 июня 1943, Карлаг) — участница еврейского социал-демократического и коммунистического движения, политический деятель, публицист.

## Биография
Родилась в семье меламеда. Её отец получил обширное религиозное и светское образование, писал стихи и прозу на идиш, мать происходила из родовитой виленской семьи Каценеленбоген-Ромм. До 11-летнего возраста Фрумкина получала домашнее еврейское образование, изучала иврит, Библию, увлекалась новой литературой на иврите (например, знала наизусть роман А. Мапу «Любовь в Сионе»). Получила традиционное еврейское религиозное воспитание. Окончила Минскую Мариинскую гимназию, Высшие педагогические курсы в Петербурге. Затем посещала курсы в Берлинском университете.
Соузница Фрумкиной в Лефортово в 1938 году Айно Куусинен вспоминала (со слов Фрумкиной):

Мария — образованная, энергичная женщина, мы с ней были давно знакомы. Она работала ректором Коммунистического университета трудящихся Востока. Её отец был старшим раввином в Минске. Он никак не мог смириться с тем, что его старший ребёнок — не мальчик. Потому Марию воспитывали так, как в еврейских семьях принято воспитывать старшего сына. Одевали под мальчика, и утром отец брал её с собой в синагогу, учил древнееврейским молитвам, которым девочку не научили бы никогда. Мария выросла крепкой, с мальчишескими повадками. Окончив в Минске школу, она хотела поступить учиться в Петербургский университет, но еврейкам отказывали в праве жить в столице. Однако Мария нашла хитроумный выход. Она узнала, что еврейки-проститутки могут свободно жить в столице. Она поехала в Петербург, зарегистрировалась в полиции как женщина лёгкого поведения и получила так называемый жёлтый билет. Раз в неделю она должна была отмечаться в полицейском участке. Мария поступила в университет, сняла комнату, отец высылал ей деньги.

С 1897 года член минской организации Бунда, с 1910 года член её ЦК. Вела партийную работу в городах Беларуси и Украины. В 1905—1907 занималась изданием партийной периодики. Затем в эмиграции, главным образом в Швейцарии. Занимала крайние антирелигиозные и антисионистские позиции. Энтузиаст идиша как языка трудовых еврейских масс, «идишистка». В начале литературно-переводческой деятельности (1904) опубликовала свой перевод с русского на идиш «Сказания о Флоре, Агриппе и Менахеме, сыне Иегуды» В. Короленко. В 1908 году приняла участив в конференции по языку идиш в Черновцах, с докладом «О пролетарском идишизме». Была в числе основателей идишистских учительских курсов Kultur-Liege, клубного центра «Unsere Welt», сети еврейских школ на идише.
В 1914 году вернулась в Россию, арестована и сослана в Чёрный Яр, под Астрахань. После Февральской революции один из лидеров левого крыла Бунда, редактировала газету «Дер Векер», член Минского Совета рабочих и солдатских депутатов. Летом 1917 была избрана в Минскую городскую думу, входила в городской совет еврейской общины. Содействовала созданию первых еврейских советских и белорусских школ в Минске. С весны 1919 член ЦВК Литбел. В 1919—1920 член Гомельского губернского совета рабочих и солдатских депутатов, с осени 1920 нарком просвещения БССР. Входила в состав комиссии по созданию БГУ.
С 1921 года в Москве. Выступала за большевизацию Бунда. В 1920—1921 гг. один из лидеров Коммунистического Бунда (Комбунда), после слияния его с РКП(б) — один из руководителей Евсекции РКП(б), член редколлегии газеты «Дер Эмес». Член Евобщесткома. В 1928 году была соредактором журналов «Юнгвалд» (с идиш — «<Молодая> поросль; Молодёжь») и «Пионер» (оба — 1925−28). Участвовала в разработке «Программы социалистического преобразования советского еврейства» Центральным Бюро Еврейской Секции ВКП(б) (1926).
В 1922—1925 проректор, в 1925—1936 гг. ректор Коммунистического университета национальных меньшинств Запада им. Мархлевского. В 1936-37 гг. директор МГПИИЯ.
Поддержала еврейское переселение в Биробиджан. Ей принадлежит лозунг момента: «Примат Биробиджана перед Крымом».
Составила, отредактировала (с Моисеем Литваковым) и принимала участие в издании на идише Собрания сочинений В.И. Ленина в 8 томах. Автор биографии Ленина на идише (в 1925—1926 выдержала 3 изд.; первое издание с описанием личных встреч с Лениным было уничтожено).
Поддерживала ГОСЕТ, спектакли в котором игрались на идише.
В 1938 была арестована НКВД, в 1940 осуждена на 8 лет как «член нелегальной контрреволюционной националистической организации». Фрумкина не признала сфабрикованных обвинений. По воспоминаниям Айно Куусинен,

<…>в Лефортово с ней обращались страшно жестоко, часто пытали. Двое её еврейских друзей, Хафез, многие годы редактировавший журнал Коминтерна «Коммунистический Интернационал», и Карл Радек, выступали свидетелями против неё, и Мария была уверена, что показания этих двоих ей очень навредили. На допросах ей без конца повторяли, что живой она из тюрьмы не выйдет. <…> Невестка Марии, Роза Фрумкина, тоже была арестована, я о ней слышала в Воркутлаге, но потом она исчезла бесследно. У Марии Яковлевны был диабет, она страдала в заключении больше других. От усталости она едва могла открывать глаза. Днём ей лежать не разрешалось, спать нельзя было даже сидя: таковы были законы Лефортово! Мария часто жаловалась на свою судьбу, знала, что её ждет казнь. «Зато вас, — сказала она мне однажды, — вас не расстреляют. Вы ещё станете послом в Стокгольме вместо Коллонтай». Я спросила, откуда у неё эта сумасшедшая мысль, она ответила, что слышала об этом от Радека, а Радек — от самого Сталина.

Умерла в лагере.

### Сочинения (под именем Эстер Фрумкин)
- Zu der Frage Wegn der Jidischer Folks-Schul. — Wilna, 1910 («К вопросу о еврейской народной школе»; книга выдержала 3 издания, последнее — Санкт-Петербург, 1917)
- Wos far Folks-Schul Darfn Mir Hobn. — М., 1917 («Какие народные школы мы должны иметь»).
- Hirsh Lekert. — M., 1922.
- Долой попов! Как нам избавиться от религии. — М., 1923.
- Долой раввинов (Очерк антирелигиозной борьбы среди еврейских масс). — М.: Красная новь, 1923. — 56 с.